# Matejovce nad Hornádom
Matejovce nad Hornádom é um município da Eslováquia, situado no distrito de Spišská Nová Ves, na região de Košice. Tem 3,62 km² de área e sua população em 2018 foi estimada em 530 habitantes.

## Demografia
| Ano:        | 1994 | 2004   | 2014   | 2024   |
| ----------- | ---- | ------ | ------ | ------ |
| Broj ljudi: | 454  | 487    | 530    | 561    |
| Razlika:    |      | +7,26% | +8,82% | +5,84% |

| Ano:               | 2023 | 2024   |
| ------------------ | ---- | ------ |
| Número de pessoas: | 548  | 561    |
| Diferença:         |      | +2,37% |